# Robert Ryan (hockey sur glace)
Pour les articles homonymes, voir Robert Ryan et Ryan.
Robert Ryan, dit Bobby Ryan, (né Robert Shane Stevenson le 17 mars 1987 à Cherry Hill dans l'État du New Jersey aux États-Unis) est un joueur professionnel américain de hockey sur glace. Il joue au poste d'ailier droit et joue actuellement pour les Red Wings de Détroit dans la Ligue nationale de hockey.

## Carrière
Au terme de sa deuxième saison avec l'Attack d'Owen Sound de la Ligue de hockey de l'Ontario où il fut nommé dans la première équipe d'étoiles après avoir réalisé 37 buts et 89 points en 62 matchs, Bobby Ryan est repêché par les Mighty Ducks d'Anaheim au deuxième rang tout juste derrière Sidney Crosby des Penguins de Pittsburgh lors du repêchage d'entrée dans la LNH 2005.
Il joue deux autres saisons avec l'Attack et réalise des saisons de 95 puis 102 points. Il commence sa carrière professionnelle en jouant les séries éliminatoires de la Coupe Calder avec le club-école des Ducks de la Ligue américaine de hockey, les Pirates de Portland, lors de la saison 2005-2006. La saison suivante, après une quatrième et dernière saison junior, il joue à la fin de la saison régulière avec les Pirates.
Il joue son premier match dans la LNH avec les Ducks le 29 septembre 2007 contre les Kings de Los Angeles dans un match à Londres et Ryan marque même son premier but. Il joue 23 matchs cette saison avec les Ducks pour 5 buts et autant d'assistances et passe la majorité de la saison 2007-2008 dans la LAH avec les Pirates.
Après avoir commencé la saison 2008-2009 dans la LAH avec les Chops de l'Iowa, il rejoint les Ducks au cours de la saison. Il réalise son premier tour du chapeau le 8 janvier 2009 contre les Kings. Il joue 64 matchs pour 31 buts et 57 points et est meneur au niveau des buts et des points parmi les recrues. À la fin de la saison, il fait partie des trois nommés pour remporter le trophée Calder remis à la meilleure recrue de la saison aux côtés de Kris Versteeg des Blackhawks de Chicago et de Steve Mason des Blue Jackets de Columbus ; ce dernier remporte finalement le trophée.
Après quatre autres saisons avec les Ducks, le 5 juillet 2013, il est échangé aux Sénateurs d'Ottawa contre Stefan Noesen, Jakob Silfverberg et un choix de première ronde au repêchage de 2014, choix qui s'avère être Nick Ritchie.
Le 25 septembre 2020, les Sénateurs d'Ottawa rachètent ses deux dernières années de contrats. Il signe donc un contrat d'un an à 1 million de dollars le 9 octobre 2020 avec les Red Wings de Detroit.

## Carrière internationale
Il représente les États-Unis au niveau international.

## Honneurs et trophées
Ligue de hockey de l'Ontario
- Membre de la première équipe d'étoiles en 2005.

## Statistiques

### En club
| Saison     | Équipe               | Ligue       |     | Saison régulière | Saison régulière | Saison régulière | Saison régulière | Saison régulière | Saison régulière |    | Séries éliminatoires | Séries éliminatoires | Séries éliminatoires | Séries éliminatoires | Séries éliminatoires | Séries éliminatoires |
| Saison     | Équipe               | Ligue       | PJ  | B                | A                | Pts              | Pun              | +/-              | PJ               | B  | A                    | Pts                  | Pun                  | +/-                  |                      |                      |
| 2003-2004  | Attack d'Owen Sound  | LHO         | 65  | 22               | 17               | 39               | 52               | -17              | 7                | 1  | 2                    | 3                    | 2                    | 0                    |                      |                      |
| 2004-2005  | Attack d'Owen Sound  | LHO         | 62  | 37               | 52               | 89               | 51               | +30              | 8                | 2  | 7                    | 9                    | 8                    | +2                   |                      |                      |
| 2005-2006  | Attack d'Owen Sound  | LHO         | 59  | 31               | 64               | 95               | 44               | -4               | 11               | 5  | 7                    | 12                   | 14                   | -1                   |                      |                      |
| 2005-2006  | Pirates de Portland  | LAH         | -   | -                | -                | -                | -                | -                | 19               | 1  | 7                    | 8                    | 22                   | 0                    |                      |                      |
| 2006-2007  | Attack d'Owen Sound  | LHO         | 63  | 43               | 59               | 102              | 63               | -9               | 4                | 1  | 1                    | 2                    | 2                    | -1                   |                      |                      |
| 2006-2007  | Pirates de Portland  | LAH         | 8   | 3                | 6                | 9                | 6                | +2               | -                | -  | -                    | -                    | -                    | -                    |                      |                      |
| 2007-2008  | Pirates de Portland  | LAH         | 48  | 21               | 28               | 49               | 38               | +9               | -                | -  | -                    | -                    | -                    | -                    |                      |                      |
| 2007-2008  | Ducks d'Anaheim      | LNH         | 23  | 5                | 5                | 10               | 6                | -1               | 2                | 0  | 0                    | 0                    | 2                    | 0                    |                      |                      |
| 2008-2009  | Chops de l'Iowa      | LAH         | 14  | 9                | 10               | 19               | 19               | +2               | -                | -  | -                    | -                    | -                    | -                    |                      |                      |
| 2008-2009  | Ducks d'Anaheim      | LNH         | 64  | 31               | 26               | 57               | 33               | +13              | 13               | 5  | 2                    | 7                    | 0                    | 0                    |                      |                      |
| 2009-2010  | Ducks d'Anaheim      | LNH         | 81  | 35               | 29               | 64               | 81               | +9               | -                | -  | -                    | -                    | -                    | -                    |                      |                      |
| 2010-2011  | Ducks d'Anaheim      | LNH         | 82  | 34               | 37               | 71               | 61               | +15              | 4                | 3  | 1                    | 4                    | 2                    | +2                   |                      |                      |
| 2011-2012  | Ducks d'Anaheim      | LNH         | 82  | 31               | 26               | 57               | 53               | +1               | -                | -  | -                    | -                    | -                    | -                    |                      |                      |
| 2012-2013  | Mora IK              | Allsvenskan | 11  | 10               | 3                | 13               | 8                | -6               | -                | -  | -                    | -                    | -                    | -                    |                      |                      |
| 2012-2013  | Ducks d'Anaheim      | LNH         | 46  | 11               | 19               | 30               | 17               | +3               | 7                | 2  | 2                    | 4                    | 0                    | +1                   |                      |                      |
| 2013-2014  | Sénateurs d'Ottawa   | LNH         | 70  | 23               | 25               | 48               | 45               | +7               | -                | -  | -                    | -                    | -                    | -                    |                      |                      |
| 2014-2015  | Sénateurs d'Ottawa   | LNH         | 78  | 18               | 36               | 54               | 24               | +5               | 6                | 2  | 0                    | 2                    | 0                    | +1                   |                      |                      |
| 2015-2016  | Sénateurs d'Ottawa   | LNH         | 81  | 22               | 34               | 56               | 28               | -9               | -                | -  | -                    | -                    | -                    | -                    |                      |                      |
| 2016-2017  | Sénateurs d'Ottawa   | LNH         | 62  | 13               | 12               | 25               | 24               | -3               | 19               | 6  | 9                    | 15                   | 14                   | +1                   |                      |                      |
| 2017-2018  | Sénateurs d'Ottawa   | LNH         | 62  | 11               | 22               | 33               | 14               | -12              | -                | -  | -                    | -                    | -                    | -                    |                      |                      |
| 2018-2019  | Sénateurs d'Ottawa   | LNH         | 78  | 15               | 27               | 42               | 35               | -29              | -                | -  | -                    | -                    | -                    | -                    |                      |                      |
| 2019-2020  | Sénateurs d'Ottawa   | LNH         | 24  | 5                | 3                | 8                | 22               | +3               | -                | -  | -                    | -                    | -                    | -                    |                      |                      |
| 2020-2021  | Red Wings de Détroit | LNH         | 33  | 7                | 7                | 14               | 27               | -14              | -                | -  | -                    | -                    | -                    | -                    |                      |                      |
| Totaux LNH | Totaux LNH           | Totaux LNH  | 866 | 261              | 308              | 569              | 470              | -12              | 51               | 18 | 14                   | 32                   | 18                   | +5                   |                      |                      |

### Statistiques en équipe nationale
| Année | Compétition                 |   | PJ | B | A | Pts | Pun | +/-               |  | Résultat |
| 2006  | Championnat du monde junior | 7 | 3  | 4 | 7 | 0   | -1  | Quatrième place   |  |          |
| 2010  | Jeux olympiques             | 6 | 1  | 1 | 2 | 2   | +3  | Médaille d'argent |  |          |
| 2012  | Championnat du monde        | 8 | 5  | 2 | 7 | 0   | +4  | Septième place    |  |          |